# فرست رند
فرست رند (انگلیسی: First Rand) شرکت خدمات مالی در آفریقای جنوبی است، که در سال ۱۸۳۸ تأسیس شد.